# Damxung
Damxung, Dangxiong (tyb. འདམ་གཞུང་རྫོང་, Wylie: ′dam gzhung rdzong, ZWPY: Damxung Zong; chiń. upr. 当雄县; pinyin Dāngxión Xiàn) – powiat w centralnej części Tybetańskiego Regionu Autonomicznego, w prefekturze Lhasa. W 1999 roku powiat liczył 38 473 mieszkańców.